# André Marie
André Marie (ur. 3 grudnia 1897 w Honfleur, zm. 12 czerwca 1974 w Rouen) – polityk francuski, działacz Partii Radykalnej, premier Francji w 1948 roku.

## Rząd André Marie (26 lipca–5 września 1948)
- André Marie - premier
- Pierre-Henri Teitgen - wicepremier
- Léon Blum - wicepremier
- Robert Schuman - minister spraw zagranicznych
- René Mayer - minister obrony narodowej
- Jules Moch - minister spraw wewnętrznych
- Paul Reynaud - minister finansów i gospodarki
- Robert Lacoste - minister handlu
- Daniel Mayer - minister pracy i polityki socjalnej
- Robert Lecourt - minister sprawiedliwości
- Yvon Delbos - minister edukacji narodowej
- André Maroselli - minister ds. weteranów i ofiar wojny
- Pierre Pflimlin - minister rolnictwa
- Paul Coste-Floret - minister kolonii
- Christian Pineau - minister robót publicznych i transportu
- Pierre Schneiter - minister zdrowia
- René Coty - minister ds. rekonstrukcji
- Henri Queuille - minister stanu
- Paul Ramadier - minister stanu